# Michael Corrigan
Michael Augustine Corrigan, né le 13 août 1839 à Newark et mort le 5 mai 1902 à New York, est un prélat américain qui servit comme troisième archevêque de New York de 1885 à sa mort et qui marqua son époque. Sa devise était Dominus petra mea.

## Biographie

### Formation et professeur
Michael Augustine (Michel Augustin en français) Corrigan naît à Newark, comme cinquième enfant des neuf enfants de Thomas et Mary (née English) Corrigan, qui avaient émigré d'Irlande. Thomas Corrigan était propriétaire d'une épicerie en gros avec débit de boisson à Newark, ce qui procurait une certaine aisance à la famille et permit à Michael Corrigan de poursuivre de bonnes études. Il est élève au St. Mary's College de Wilmington de 1853 à 1855, puis à la Mount Saint Mary's University d'Emmitsburg de 1855 à 1857. Il passe ensuite une année en Europe avant de recevoir son bachelor's degree de Mount Saint Mary's en 1859. Il part pour Rome pour faire partie de la première promotion du collège pontifical nord-américain et est ordonné prêtre en septembre 1863 à la basilique Saint-Jean-de-Latran. Il reçoit son doctorat de théologie en 1864.
Michael Corrigan retourne au New Jersey en 1864 et rejoint l'équipe enseignante de l'université Seton Hall et du séminaire de l'Immaculée-Conception de South Orange, en tant que professeur de théologie et d'histoire. Il acquiert bientôt une réputation d'universitaire érudit et prend soin des âmes des catholiques des environs. En 1869, il devient recteur du collège ainsi que vicaire général du diocèse de Newark.

### Évêque de Newark

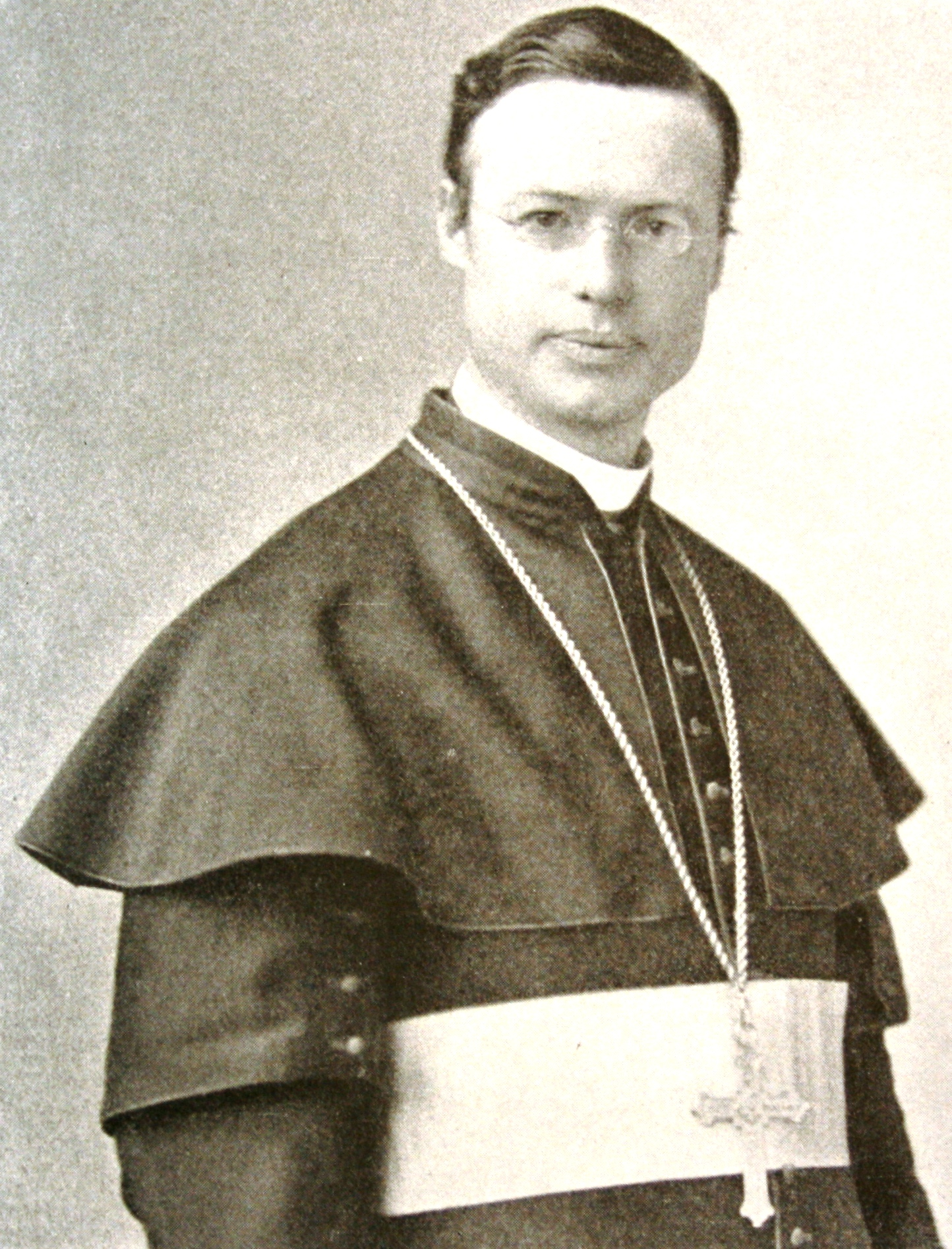
Michael Corrigan à Newark

Michael Corrigan succède à James Roosevelt Bayley (en) en tant qu'évêque de Newark. Il est consacré le 4 mai 1873 à seulement 33 ans. Le diocèse comprend à l'époque tout le New Jersey et sa population s'accroît régulièrement de l'apport de nouveaux immigrants européens, surtout d'Irlande et d'Allemagne, ce qui nécessite de fonder un grand nombre d'institutions catholiques (de charité, d'enseignement, dans le domaine social et hospitalier, etc.).

### Archevêque de New York

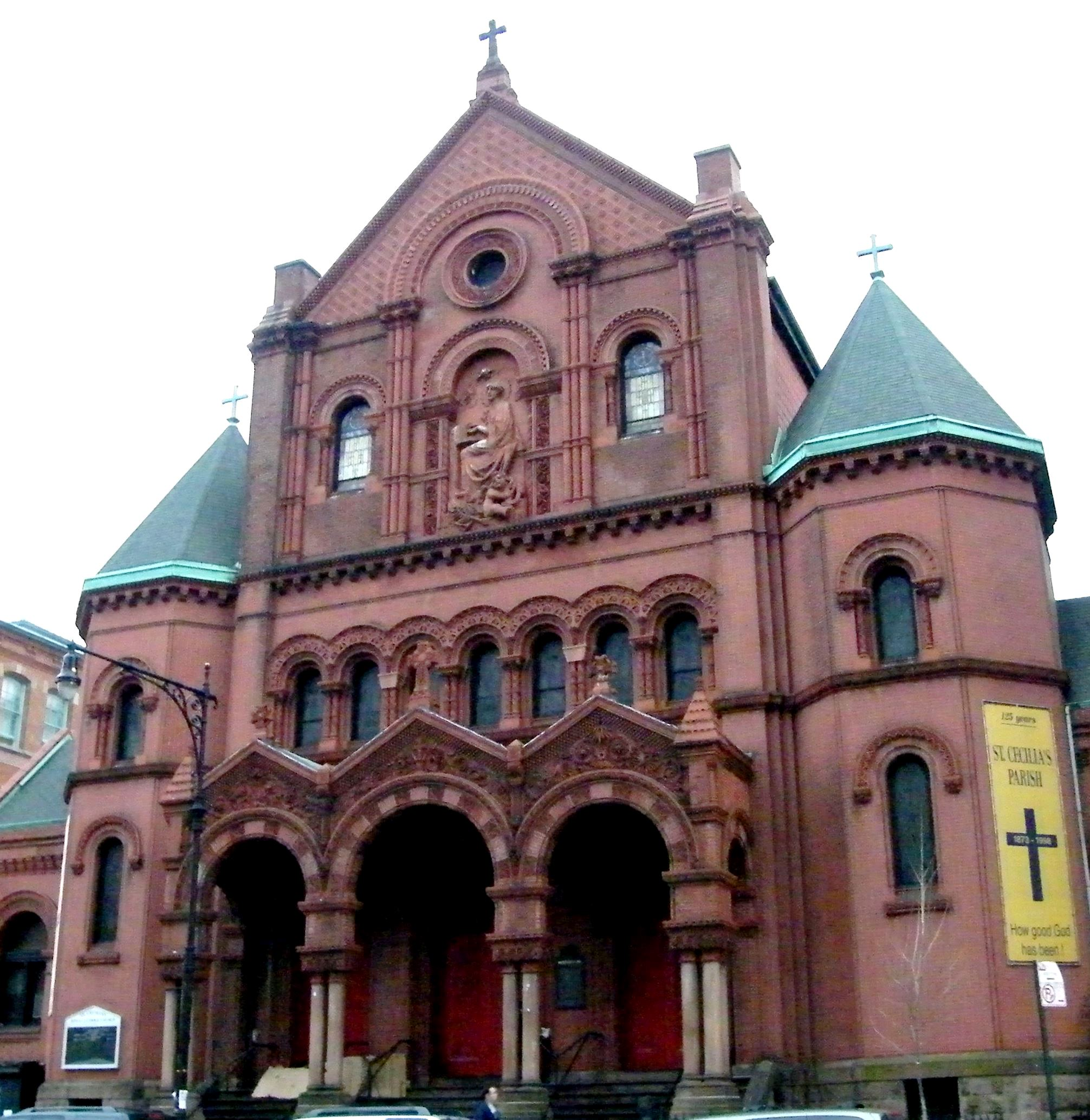
L'église Sainte-Cécile de New York, consacrée le 27 novembre 1887 par Michael Corrigan.

Le 1er octobre 1880, Michael Corrigan est nommé évêque coadjuteur de l'archevêque de New York, le cardinal McCloskey, avec le siège titulaire de Petra-en-Palestine. Le 10 octobre 1885, il devient archevêque de New York et le restera jusqu'à sa mort.
La carrière à New York de Michael Corrigan marque le catholicisme américain de son époque et suscite une forte admiration d'un côté, mais des jalousies et réserves de l'autre. Il demeure dans la même ligne que son mentor de Seton Hall, Bernard John McQuaid (en), plutôt conservateur et en faveur des paroisses « nationales », c'est-à-dire des paroisses regroupant les immigrés d'une même langue d'origine, et non pas territoriales. Il préconise aussi systématiquement d'adjoindre une école paroissiale à chaque paroisse et s'oppose à John  Ireland ou au cardinal Gibbons qui sont en faveur de l'américanisation des paroisses et peuvent aussi favoriser un certain américanisme, au détriment du primat de la prière. Michael Corrigan est au contraire un ferme partisan de la lettre du pape Léon XIII,  Testem benevolentiae nostrae, qui fustige l'excès de pluralisme libéral de la hiérarchie américaine. Son inclinaison romaine déplaît à certains évêques qui l'accusent d'intriguer.
Au sein de son clergé, il doit s'opposer à un de ses prêtres, Edward McGlynn. Celui-ci durant la campagne municipale de New York de 1886 soutient Henry George, candidat de l'United Labor Party qui remporte l'adhésion des syndicalistes, des socialistes, des nationalistes irlandais et de la gauche radicale. Michael Corrigan est quant à lui proche de Tammany Hall et ordonne à l'abbé McGlynn de se retirer de la politique, ce qu'il refuse. Par la suite, l'archevêque le renvoie de sa cure de St. Stephen's Church de New York. McGlynn reçoit un avertissement de Rome, refuse de se soumettre et il est suspens a divinis de 1887 à 1892. Cela échauffe les esprits entre partisans et adversaires de la punition et nombre d'intellectuels se détournent de Michael Corrigan, ainsi que certains prêtres new-yorkais influents. Sa grande réussite est la construction d'un nouveau séminaire new-yorkais, le séminaire Saint-Joseph de Dunwoodie.
En 1897, le R.P. Pio Maria Mortara, missionnaire pontifical, prêche à la cathédrale Saint-Patrick, mais l'archevêque avertit le Saint-Siège qu'il doit s'opposer aux efforts du Père Mortara d'évangéliser les juifs, car cela contredit la ligne gouvernementale américaine qui pourrait prendre des mesures de rétorsion contre l'Église catholique américaine. C'est Michael Corrigan qui est à l'initiative de la venue à New York de Mère Cabrini (canonisée en 1946 et apôtre des Italo-américains) et de ses premières filles.
Michael Corrigan meurt de pneumonie après avoir visité le chantier de son séminaire en 1902. Il est inhumé dans la crypte sous le maître-autel de la cathédrale Saint-Patrick.